# Luberçac
Libèrçac (en francès Lubersac) és un municipi francès situat al departament de la Corresa i a la regió de la Nova Aquitània.

## Demografia
| 1962                                       | 1968  | 1975  | 1982  | 1990  | 1999  | 2007  |
| ------------------------------------------ | ----- | ----- | ----- | ----- | ----- | ----- |
| 2.513                                      | 2.444 | 2.395 | 2.397 | 2.248 | 2.169 | 2.267 |
| Des de 1962: població sense dobles comptes |       |       |       |       |       |       |

## Administració
| Període   | Identitat          | Partit |
| --------- | ------------------ | ------ |
| 1971-1995 | Jean Decaie        | RPR    |
| 1995-     | Jean-Pierre Decaie | UMP    |